# Dickinsonův systém bočního napájení

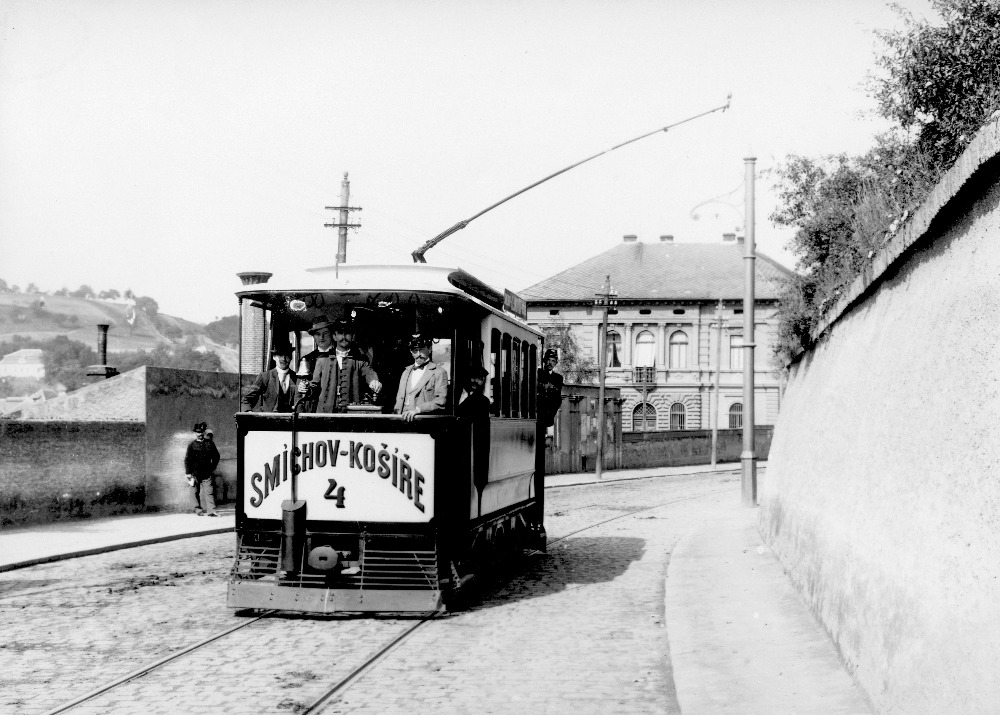
Tramvajový vůz vybavený Dickinsonovým systémem bočního napájení

Dickinsonův systém bočního napájení je způsob elektrického trakčního vedení podél tramvajové trati, které navrhl Alfred Dickinson, působící na pozici generálního ředitele místních elektrických drah v anglickém městě Southstaffordshire u Birminghamu. Trakční trolej u tohoto systému nevisela ve výšce v ose koleje, nýbrž byla zavěšena na krátkých výložnících připevněných ke sloupům podél tramvajové tratě. Tramvajový vůz tak musel mít dlouhou kladku vychýlenou do boku vůči směru jízdy, aby mohl odebírat proud z troleje. Aplikace tohoto řešení umožnila eliminovat množství elektrických drátů visících přes ulice, jimiž tramvaj projížděla.
Tento způsob na území České republiky využívala pouze elektrická dráha mezi Smíchovem a Košířemi zprovozněná roku 1897, kterou pro košířského starostu Matěje Hlaváčka budovala berlínská stavební společnost Felixe Singera. U žádné jiné tratě již zvolené řešení nebylo aplikováno, byť jej společnost Felixe Singera neúspěšně protlačovala k realizaci na budovaných tramvajových tratí v Praze.